# Claus von Bohlen und Halbach

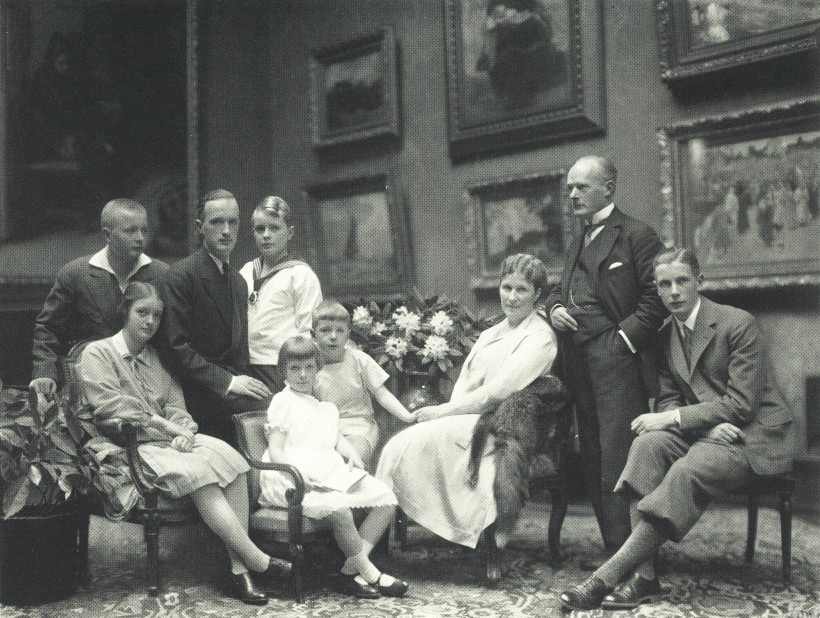
Porträt der Familie Gustav Krupp von Bohlen und Halbach von Nicola Perscheid (1928). Claus vorn rechts.

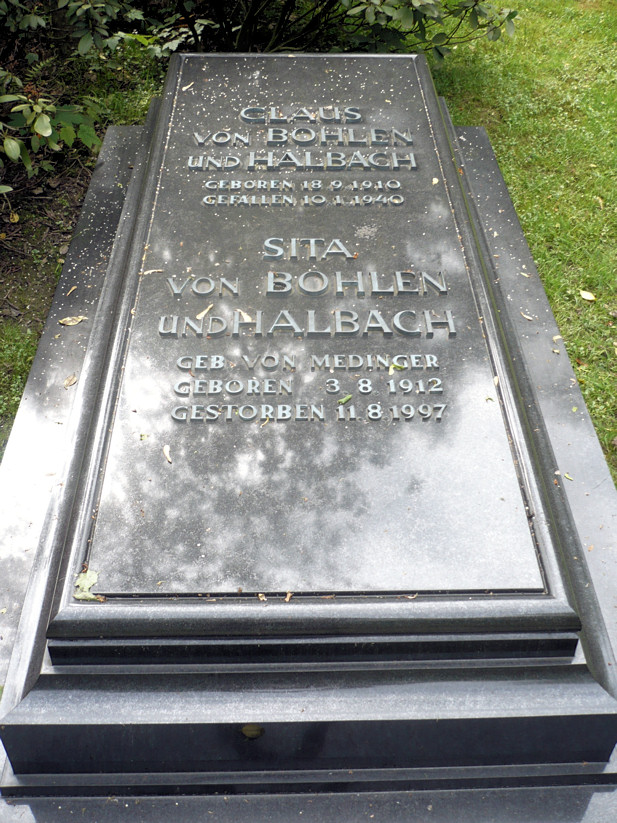
Grabplatte auf dem Familienfriedhof Krupp in Essen-Bredeney

Claus Arthur Arnold von Bohlen und Halbach (* 18. September 1910 auf der Villa Hügel zu Essen; † 10. Januar 1940 in Metterich in der Eifel) und seine sieben Geschwister stammten mütterlicherseits aus der Familie Krupp, väterlicherseits aus der Familie von Bohlen und Halbach.

## Leben
Claus war das dritte Kind von Gustav Krupp von Bohlen und Halbach und dessen Frau Bertha (geb. Krupp). Er verbrachte seine Jugend zumeist auf der von seinem Urgroßvater, dem Stahlindustriellen Alfred Krupp, erbauten Villa Hügel in Essen.
Claus galt zeitlebens als der talentierteste Sohn Gustavs. Zeitweise erwogen seine Eltern sogar, ihn anstelle seines älteren Bruders Alfried als Alleinerben einzusetzen, da sie mit der Hochzeit Alfrieds mit der geschiedenen Anneliese Bahr (Zitat von Bertha Krupp: „Ba(h)rdame“) und dem aus dieser Verbindung stammenden Arndt nicht einverstanden waren.
Die anglophil eingestellten Krupps ließen Claus von Bohlen und Halbach gemeinsam mit seinem Cousin Kurt, dem zweiten Sohn von Barbara Krupp und Tilo von Wilmowsky, im Balliol College in Oxford studieren. Danach sammelte er in dem zum Kruppkonzern gehörenden Grusonwerk in Magdeburg Erfahrungen in leitenden Positionen. Sein Vater sah ihn für die Leitung der Berndorfer Metallwarenfabrik in Österreich vor, einem Unternehmen, das Alfred Krupp seinem Bruder Hermann überlassen hatte. Dessen Sohn Arthur Krupp (1856–1938) blieb kinderlos und vermachte das Werk in den 1920er-Jahren testamentarisch an Claus. Nach wirtschaftlichen Schwierigkeiten gelangten die Werke zunächst in den Besitz österreichischer Aktionäre. Nach Österreichs Anschluss an Hitler-Deutschland wurde die Fabrik in den Kruppkonzern integriert und Claus übernahm die Geschäftsleitung.
Am 22. September 1938 heiratete Claus von Bohlen und Halbach Sita Edle von Medinger (3. August 1912 bis 11. August 1997), Tochter des österreichisch-böhmischen Politikers Wilhelm von Medinger (1878–1934), mit der er einen Sohn, Arnold (* 2. Oktober 1939), hatte.
Als Oberleutnant der Luftwaffe der Wehrmacht war er Angehöriger der II. Gruppe des Jagdgeschwaders 54. Am 10. Januar 1940 testete er in der Eifel eine neue Atemschutzmaske. Deren Versagen führte zu einer Ohnmacht. Beim Absturz kamen er und sein Kopilot ums Leben.
Neben seinem Bruder Eckbert, der in den letzten Kriegstagen 1945 bei Parma in Italien fiel, und dem 1909 als Säugling verstorbenen Arnold gehörte er zu den drei vorzeitig verstorbenen Kindern von Gustav und Bertha Krupp von Bohlen und Halbach.
Sein Leichnam wurde zunächst auf dem kruppschen Friedhof beigesetzt, der an den Friedhof am Kettwiger Tor angegliedert war. Als 1955 auf Teilen des Friedhofs ein Parkhaus errichtet wurde, verlegte man die Gräber bzw. Grabplatten der Krupps auf den städtischen Friedhof Bredeney an der Westerwaldstraße in die Krupp-Sektion. Hier liegt er neben seiner Frau Sita, seinen Geschwistern, Eltern, Großeltern (Friedrich Alfred Krupp und Margarethe Krupp) und Alfred Krupp begraben.

## Rezeption

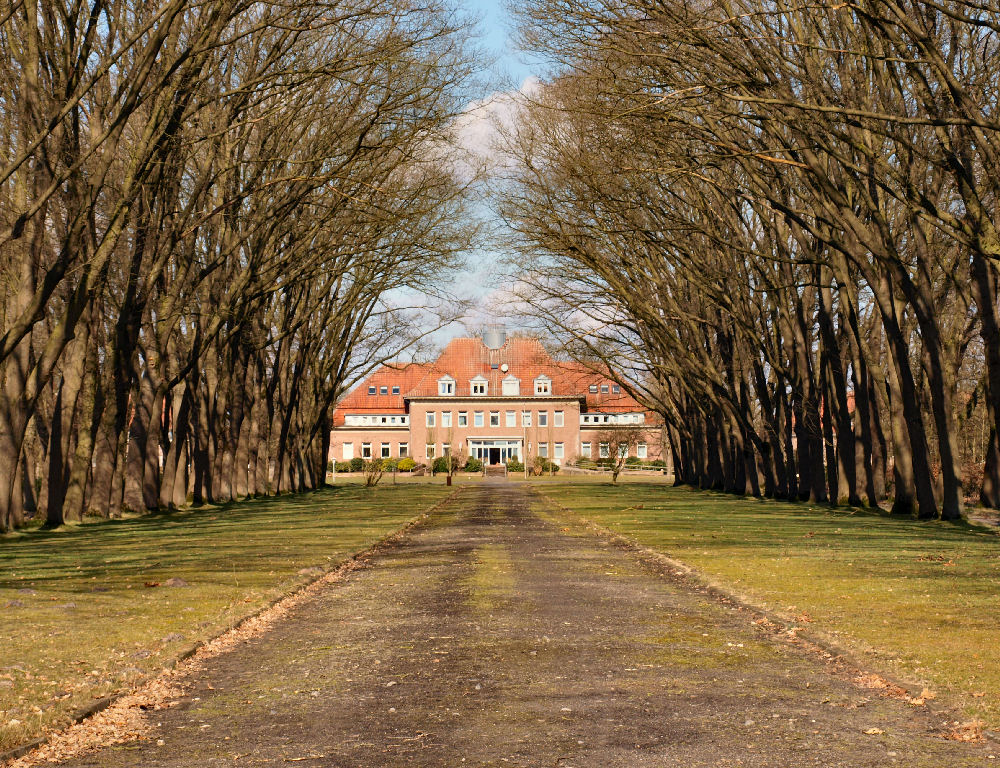
Gut Clausheide

In der Nähe von Nordhorn besaß die Familie ein ausgedehntes Landgut, das die Eltern und Guts-Gründer Bertha und Gustav nach Claus „Gut Clausheide“ nannten. Bei Gründung der politischen Gemeinde erfolgte die Umbenennung in Klausheide durch die preußische Staatsregierung.
In Essen ist die Klausstraße nach ihm benannt, die unweit der Villa Hügel an der Einfahrt zum Hügelpark in der Siedlung Brandenbusch (seinerzeit erbaut für Angestellte der Villa Hügel) liegt. Die anderen anliegenden Straßen sind nach seinen Geschwistern Alfried (1906–1967), Arnold (1908–1909), Berthold (1913–1987), Irmgard (1912–1998), Harald (1916–1983), Waldtraut (1920–2005) und Eckbert (1922–1945) benannt.
Auch bei Magdeburg gab es bis 1945 eine nach ihm benannte Clausstraße (heute Rotdornweg). In Magdeburg befanden sich die zu Krupp gehörenden Gruson-Werke.
Bis 1960 führte ein Segelflugzeug des Segelflugvereins Steeler Spatzen aus Essen seinen Namen. Der Doppelsitzer wurde bei einem Absturz im Teutoburger Wald zerstört.